# 아덴만 여명 작전

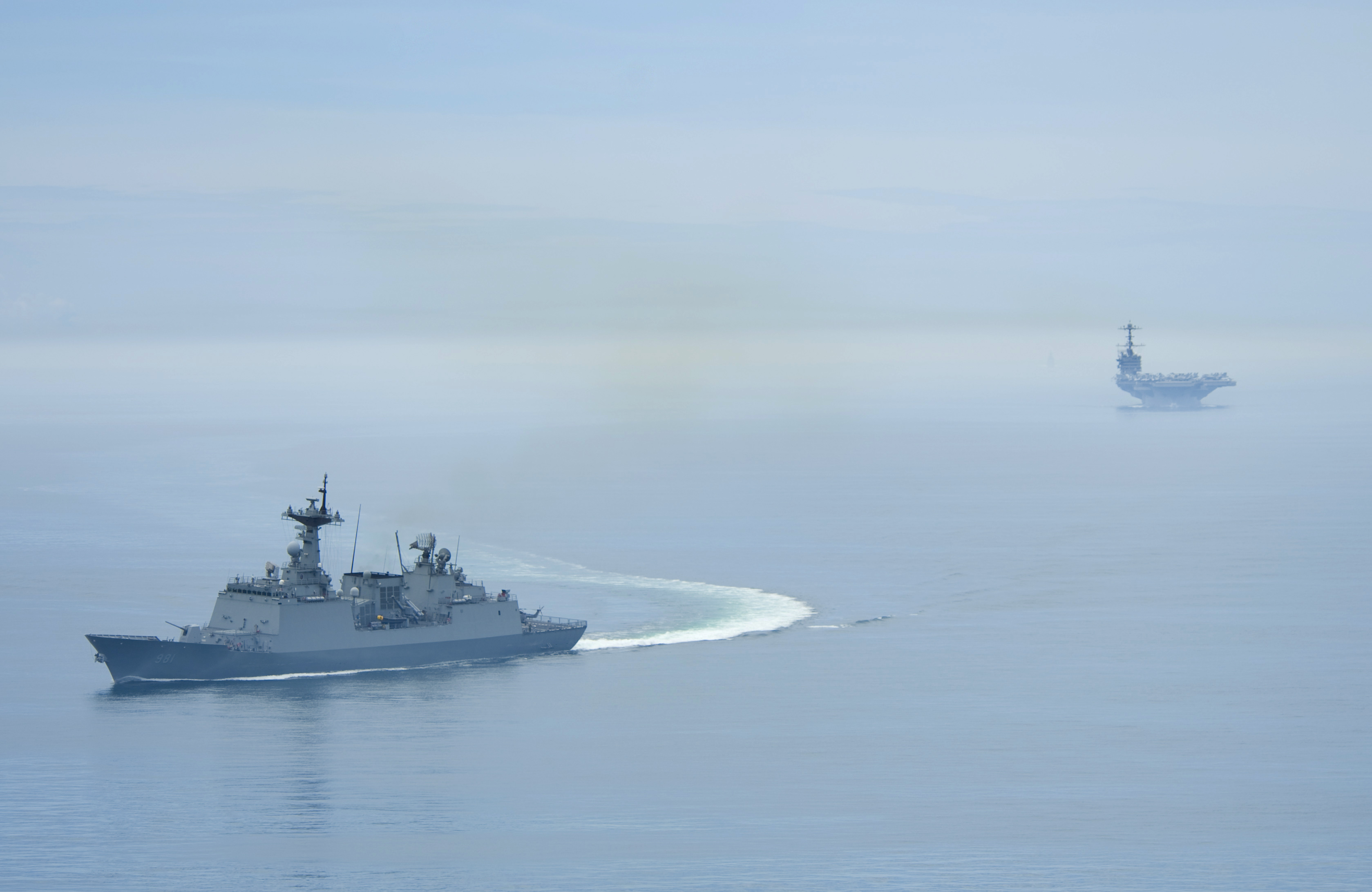
이번 작전에 참여한 최영함(왼쪽).
사진은 2010년 7월 실시된 한미연합훈련에 참여하기 위해 기동 중인 조지 워싱턴 항공모함을 호위하고 있는 모습을 촬영한 것이다.

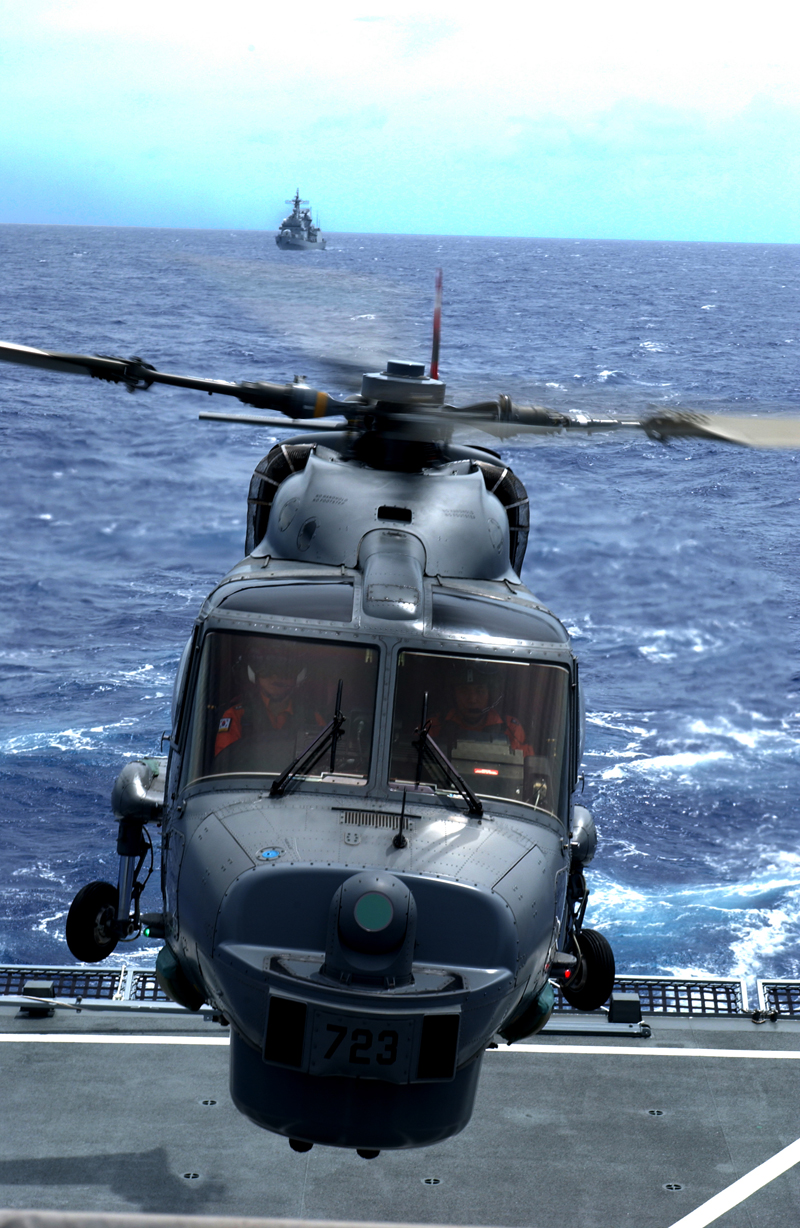
대한민국 해군의 링크스 헬기

소말리아 해역 호전대 (청해부대) 깃발

아덴만 여명 작전은 2011년 1월, 대한민국 해군 청해부대가 소말리아 해적에게 피랍된 대한민국의 삼호해운 소속 선박 삼호 주얼리호(1만 톤급)를 소말리아 인근의 아덴만 해상에서 구출한 작전이다.

## 발단
2011년 1월, 대한민국의 삼호해운 소속 선박 삼호 주얼리호가 해적들에게 피랍되었다. 대한민국 기업 소속의 선박이 납치되는 일이 계속해서 발생하자, 대한민국 국민들 사이에서는 해적에 대한 몸값 지불을 반대하는 여론이 생겨났다. 이에 따라 정부는, 청해부대 소속 최영함을 투입해 인질 구출 작전을 시행하기로 결정하고, 현장에 급파한다.

## 전개

### 1차 구출 작전
1차 구출 작전은 2011년 1월 18일 20시 9분(KST)에 해적들이 소말리아로 귀환하는 과정에서 이루어졌다. 최영함이 해적들을 뒤쫓는 도중 해적들이 몽골 선박을 추가로 피랍하기 위해 자선(子船)을 내리는것을 포착하고, 이 때 해적들이 분열된 틈을 타 작전을 시행했다. 링크스 헬기로 자선에 위협사격을 가한 뒤 관심이 쏠린 사이 청해부대 소속 해군특수전여단 요원들이 고속정으로 삼호 주얼리호에 접근했고 해적과의 교전이 벌어졌다. 그러나 이것은 속임수 작전으로 적들은 흰기를 들고 항복 하는 척 하다가 바로 AK 소총을 발포하였고 이 과정에서 특수부대원 3명이 총상과 찰과상 등의 부상을 입고 작전을 중지, 최영함으로 복귀했으며 해적의 자선에서 AK-47 3정과 사다리, 해적 자선(子船)을 확보했다. 또한 경고 사격 과정에서 해적 수 명이 바다에 빠져 실종되었다.

### 2차 구출 작전
UDT가 진입하는 시간대가 중요했는데, UDT가 주얼리호에 진입하는 동안은 어둡고, 진입한 후에는 밝은 시간대가 유리하다고 판단하여 여명에 작전을 진행했다. 이 작전이 아덴만 여명 작전이라 불리는 것도 그 때문이다. . 2011년 1월 21일, 대한민국의 최영함과 대한민국의 해군특수전여단(UDT/SEAL)이 투입되어, 약 5시간의 교전을 거쳐, 해적들을 제압하고 21명의 선원들을 전원 구출했다. 8명의 해적을 사살하고 5명을 생포했으며, 대한민국 해군의 사망자는 없었다. 인질 중에 사망자는 없었으나, 석해균 선장이 복부에 관통상을 입었다.
작전 과정 중에 해적이 발사한 총탄에 부상을 입은 삼호 주얼리호의 석해균 선장은 응급 처치 후 오만의 제2도시 살랄라에 위치한 술탄카부스 병원에서 수술을 받았다. 이후 석 선장은 오만 살랄라 공항에서 29일 11시 40분경(한국시각)경 환자이송 전용기를 통해 출발해 중간 급유 국인 태국 방콕을 거쳐 11시간 만인 22시 30분경 서울공항에 도착했다. 이후 아주대학교병원으로 옮겨져 치료를 받았다. 석 선장은 작전 과정에서 목숨을 걸고 기지를 발휘한 것으로 알려지면서 많은 관심을 받았다.

### 해적의 처벌
대한민국 정부는 생포한 5명의 해적을 제3국에 인계하여 국제 공조를 통해 대리처벌하도록 할 예정이었으나, 인접 국가들이 대리처벌을 거부함에 따라 최초로 본국으로 송치하게 되었다. 대한민국 선원들이 피랍되어 있는 금미호 선원들을 석방시키기 위해 해적들과 맞교환을 검토중인 것으로 알려졌으나, 이 역시 현실적으로 어려운점이 있으며, 소말리아 해적들도 이를 받아들일 가능성이 낮다는 지적에 따라 이명박 대통령은 대한민국에 송치하여 처벌하도록 지시했다. 2011년 5월 27일, 재판부는 1심에서 석해균 선장을 쏜 것으로 지목된 해적 아라이에게 무기징역을, 나머지 3명에게 징역 13년에서 15년을 선고하였다.

## 이후
소말리아 해적은 8명의 해적이 살해된 것에 대한 보복 차원으로, "앞으로 대한민국 선박을 납치하면 돈을 요구하지 않고 선박을 불태우고 선원을 죽일 것"이며, "대한민국은 우리 동료를 살해한 대가를 치르게 될 것"이라며 위협하였다고 로이터 통신이 23일 전했다. 또 이로 인해 앞으로 대한민국 무역 기업에선 선박에 해적 퇴치용 방공호와 물대포를 만들게 되었다. 실제로 대한민국의 삼성중공업은 비살상 무기를 사용해 해적을 퇴치하는 해적퇴치 통합시스템을 개발했다. 이 시스템은 항해정보 분석을 통해 해적선을 판별하고, 고화질 나이트 비전을 이용한 추적 감시, 조타실 등 안전한 장소에서 CCTV를 통해 원격제어해서 물대포를 발사한다.
대한민국은 사망한 해적들의 시신들을 수장(水葬)하는 방안을 검토하였으나, 소말리아 정부에 시신을 인계하는 방안에 합의했다.

## 논란

### 홍보, 기밀 누출 논란
대한민국 국방부가 이 작전에 대해 정부 홍보에 사용하고 있으며, 군사작전 등 군사기밀을 과도하게 공개하고 있다는 비판이 나오기도 하였다. 대표적으로 구출 작전 직후 찍은 UDT 대원들의 사진과, 작전내용, 최영함의 위성 좌표, 헬기의 대응 등이다. 자유선진당 이진삼 의원은 "앞으로 우리 이거(기밀 누설) 때문에 (추가)작전에 성공한다는 보장이 없다"고 질타했다. 이에 대해 이성호 합참 군사지원본부장은 비밀사항이 아니기 때문에 공개했다고 해명했으나 비판은 사그라들지 않았다. 당초 최영함이 대한민국에 도착하면 내부까지 공개하려던 군은 인터뷰만 하기로 계획을 변경했다. 한나라당 홍준표 의원은 "군사비밀이 적나라하게 TV화면에 비춰지고 작전 내용이 공개되는 것이 참으로 걱정스럽다”면서 “군의 작전 내용은 홍보 수단이 아니다"라고 지적했으며, 민주당 박지원 원내대표는 "언론들이 아덴만 기사로 꽉 채워서 도대체 그 외에 우리 나라에서, 세계에서 무슨 일이 일어나는지 판단하기 지극히 어렵다"고 지적했다. 결국 국군 기무사령부는 기밀 누설에 대해서 조사에 착수했다. 한겨레는 사설에서 '이명박 대통령이 국방부장관에게 인질 구출을 지시했다'고 담화문을 발표한 것은 썩 보기 좋은 모습이 아니라고 지적하며, 작전 초기 부대가 알아서 할 일이라는 청와대의 입장이 작전 성공 후에 입장이 정 반대로 바뀌었다고 비판했다.

### 엠바고 논란
대한민국 국방부와 출입기자단은 인질들의 안전을 우려해 작전 진행상황이 언론에 노출되면 안된다고 판단해 엠바고에 합의했으나 부산일보, 아시아투데이, 미디어오늘은 그대로 보도했다. 국방부는 부산일보에 대해서는 요청을 받아들여 기사를 삭제한 점을 감안해 1개월 출입정지를, 재차 요청에도 기사를 게재한 미디어오늘과 아시아투데이에는 등록 취소 결정을 각각 내렸다. 그러나 미디어오늘, 아시아투데이는 지면을 통해 반발했다. 최상재 언론노조위원장은 "부산일보를 통해 이미 보도된 상황에서 엠바고를 요청한다는 것 자체가 무의미하며, 엠바고는 종료됐다고 봐야 함에도 이를 인용 보도한 매체마저 중징계한다는 것은 이해하기 어렵다"며 이번 징계가 부당함을 지적했다. KBS 《미디어비평》도 앰바고 요청을 지키지 않은 언론들에 대한 징계에 대해 보도했다. 《미디어비평》은 '그동안 앰바고를 지켜지지 않은 언론사들에 대해서는 기자단들이 자체 징계를 내리는 행태로 이루어졌다'고 지적하면서 정부에 의한 출입등록 취소는 이례적인 일이라고 보도했다. 또한 징계를 받은 언론들은 국방부 정식 출입 기자단에 등록되지 않은 상태였기 때문에 앰바고를 깬 것은 아니었다는 주장도 보도하면서, 정부에 의해 이러한 징계가 이루어질경우 언론 자유를 침해할 소지가 있다고 보도했다. 반면 전문가들은 원칙적으로 국가 위난과 관련한 엠바고는 언론에서 수용해야 한다는데 이견이 없는데 엠바고를 어겼다고 해서 기자단 차원의 출입 제한 등의 조치외에는 별다른 제재 수단도 없다고 보도했다. 이후 아시아투데이는 정부의 등록취소 조치에 불복하며 법원에 등록 취소 효력 정지 가처분신청을 냈고, 법원은 아시아투데이의 제안을 받아들여 2개월 등록정지하라는 권고안을 내놓았고 양 당사자는 이를 수용했다. 청와대는 미디어오늘에 대해서도 같은 방법으로 처리할 방침이라고 밝혔다.

### 석해균 선장 부상 관련
석해균 선장이 대한민국 UDT 대원들의 총에 맞아 부상을 입었다는 이야기가 나돌던 가운데 한나라당은 공식 논평을 통해 '인터넷에 떠도는 유언비어'라고 주장한 바 있다. 하지만 석선장을 치료하는 과정에서 총상중 대한민국 UDT 대원들이 사용하는 총알도 한발이 끼어있던것으로 드러나면서 유탄인지, 오인사격인지에 대한 논란이 일었고, 한나라당의 논평이 성급한것 아니었냐는 지적도 일었다. 의료진이 치료 과정에서 석선장의 총상에서 발견된 탄을 분실하면서 '무리한 작전으로 인해 오인 사격을 가해놓고 비판여론을 숨기려 일부러 탄환을 숨기려 한것 아니냐'는 의혹이 제기되기도 했다. 또한 정부가 작전 성공을 홍보하는 과정에서 석해균 선장의 부상을 축소한것 아니냐는 의혹이 민주당에 의해 제기되기도 했다.

## 방송
- 《KBS 스페셜》 긴급입체분석, 아덴만 여명 소말리아 인질 구출작전 2011년 1월 23일
- 《미디어비평》 영화 같은 구출작전 보도 2011년 1월 29일

## 같이 보기
- 소말리아의 해적
- 마부노호 소말리아 피랍 사건
- 대홍단호
- 탈레반 한국인 납치 사건
- 소말리아 해역 송전대 (청해부대)
- 제151연합임무대